# دورست (انگلستان)
دورست (به انگلیسی: Dorset) یکی از شهرستان کشور انگلستان است که در ناحیه جنوب غربی انگلستان قرار دارد.
این شهرستان در سال ۲۰۱۱ میلادی ۷۴۵٬۴۰۰ نفر جمعیت داشته و مرکز آن شهر دورچستر، دورست است.

## بخش‌ها
1. ویموث و پورتلند
2. دورست غربی
3. دورست شمالی
4. پوربک
5. دورست شرقی
6. کرایس‌چورچ
7. بورنموث
8. پول

## تغییرات جمعیت
| تغییرات جمعیت دورست |         |         |         |         |         |         |         |         |         |         |         |
| سال | ۱۸۰۱    | ۱۸۱۱    | ۱۸۲۱    | ۱۸۳۱    | ۱۸۴۱    | ۱۸۵۱    | ۱۸۶۱    | ۱۸۷۱    | ۱۸۸۱    | ۱۸۹۱    | ۱۹۰۱    |
| جمعیت | ۱۰۱٬۸۵۷ | ۱۱۲٬۹۳۰ | ۱۲۹٬۲۱۰ | ۱۴۳٬۴۴۳ | ۱۶۱٬۶۱۷ | ۱۶۹٬۶۹۹ | ۱۷۴٬۲۵۵ | ۱۷۸٬۸۱۳ | ۱۸۳٬۳۷۱ | ۱۸۸٬۷۰۰ | ۱۸۸٬۲۶۳ |
| سال | ۱۹۱۱    | ۱۹۲۱    | ۱۹۳۱    | ۱۹۴۱    | ۱۹۵۱    | ۱۹۶۱    | ۱۹۷۱    | ۱۹۸۱    | ۱۹۹۱    | ۲۰۰۱    | ۲۰۱۱    |
| جمعیت | ۱۹۰٬۹۴۰ | ۱۹۳٬۵۴۳ | ۱۹۸٬۱۰۵ | ۲۱۴٬۷۰۰ | ۲۳۳٬۲۰۶ | ۲۵۹٬۷۵۱ | ۲۹۲٬۸۱۱ | ۳۲۱٬۶۷۶ | ۳۶۶٬۶۸۱ | ۳۹۰٬۹۸۶ | -       |
| Pre-1974 statistics were gathered from local government areas that now comprise Dorset Source: Great Britain Historical GIS. |         |         |         |         |         |         |         |         |         |         |         |